# Hội Cơ học đất và Địa kỹ thuật Công trình Việt Nam
Hội Cơ học đất và Địa kỹ thuật Công trình Việt Nam (viết tắt tiếng Việt là Hội CHĐ & ĐKTCT VN) là tổ chức xã hội - nghề nghiệp của những tổ chức và người làm việc trong lĩnh vực Cơ học đất và Địa kỹ thuật công trình tại Việt Nam .
Hội có tên giao dịch tiếng Anh là Vietnamese Society for Soil Mechanics & Geotechnical Engineering, viết tắt là VSSMGE .
Hội thành lập ngày 25/12/1984. Quy chế và Điều lệ Hội hiện hành được Đại hội toàn quốc của Hội Cơ học đất và Địa kỹ thuật công trình Việt Nam thông qua ngày 27 tháng 12 năm 2005 .
Văn phòng Hội đặt tại Phòng 416, Nhà A1, Trường Đại học Thủy lợi, số 175 đường Tây Sơn, phường Trung Liệt, quận Đống Đa, thành phố Hà Nội.